# Râul Runcu, Jaleș
Râul Runcu este un curs de apă, afluent al râului Jaleș (Sohodol).

## Hărți
- Harta munții Vâlcan  Arhivat în 15 iunie 2011, la Wayback Machine.